# Divizia B 1997-1998
Divizia B 1997-1998 a fost a 58-a ediție a Diviziei B, al doilea eșalon fotbalistic al României. 
Echipele de pe locul 1 au promovat în Divizia A la finalul sezonului, locurile 2 au jucat un baraj pentru promovare, în timp ce ultimele 3 din fiecare serie au retrogradat în Divizia C.

## Clasamente

### Seria I
M = Meciuri jucate; V = Victorii; E = Egaluri; Î = Înfrângeri; GM = Goluri marcate; GP = Goluri primite; DG = Diferență goluri; Pct = Puncte 

### Seria II
M = Meciuri jucate; V = Victorii; E = Egaluri; Î = Înfrângeri; GM = Goluri marcate; GP = Goluri primite; DG = Diferență goluri; Pct = Puncte 

## Baraj promovare Divizia A
| Electroputere Craiova | 1–2 (d.p.)     | FC Onești                  |
| --------------------- | -------------- | -------------------------- |
| Florin Șoavă 75'      | Rezulmat Video | C. Bîrsan 82' I. Iriza 96' |